# Andorra (Frisch)
Pour les articles homonymes, voir Andorre (homonymie).
Andorra autopsie d'une haine ordinaire, est une pièce de théâtre écrite en 1961 par le dramaturge suisse Max Frisch. La pièce ne se passe pas en Andorre, mais dans un pays fictif qui porte le même nom, comme l'indique l'auteur au début de la pièce,. Elle a été représentée pour la première fois au Schauspielhaus (Zurich) en novembre 1961.
En France, Andorra a été mise en scène par Gabriel Garran et jouée à l'occasion de l'inauguration de son théâtre, le Théâtre de la Commune d'Aubervilliers en janvier 1965.

## Personnages
- Andri
- Barblin
- Le Professeur
- La Mère
- La Señora
- Le Prêtre
- Le Soldat
- L'Aubergiste
- Le Menuisier
- Le Docteur
- Le Compagnon
- Le Boulanger

## Argument
Cette pièce parle de l'antisémitisme, des préjugés et de la vision propre de l'individu. Le personnage principal est Andri, un jeune juif adopté par un professeur. Andri évolue dans un pays plein de préjugés, menacé d'invasion. Le pays voisin est en effet sous une dictature qui extermine les juifs. Alors qu'Andorra se dit tolérante et ouverte, on remarque que les préjugés sont bien trop présents et qu'Andri va rapidement être perçu comme l'étranger du pays. Ce statut l'amène à subir des discriminations de la part des habitants. Il se sentira vraiment rejeté au moment où son père adoptif lui refusera la main de Barblin, qu'il croit n'être que sa sœur adoptive. On apprend que l'identité d'Andri est basée sur un mensonge de son père, qui ne l'a pas adopté, mais qui est son vrai père après une aventure avec une femme du pays voisin. Son père tente alors de tout révéler à tout le monde mais Andri ne croit plus son père, qui a pris l'habitude de boire, et il décide de s'assumer pleinement juif dans son pays. Les préjugés étant de plus en plus présents, Andri est dénoncé par les habitants lorsque le pays voisin les envahit. Trahi par ceux qui l'ont vu grandir, il est abattu par un soldat ennemi. Tout au long de la pièce, on assiste au procès des habitants qui l'ont côtoyé : aucun ne veut se dire coupable et chacun expose qu'il ne pensait pas que ça irait aussi loin et qu'ils ne pouvaient pas savoir qu'il n'était pas juif.

## Résumé par tableau

### Tableau 1
Tandis que Barblin repeint sa maison en blanc pour le jour de la Saint-Georges, le soldat Peider essaie de la convaincre de passer la nuit avec lui, mais elle le repousse, car elle est déjà fiancée. Le prêtre entre en la félicitant de repeindre sa maison. Une fois le soldat parti, Barblin confie ses craintes au prêtre : elle a peur que le pays voisin, peuplé de casaques noires qui tuent les Juifs, les attaque. Le prêtre la rassure en lui disant qu'aucun pays ne chercherait à conquérir Andorra, car c'est un pays pauvre. Avant de partir, il recommande à Barblin de surveiller son père, le professeur, pour qu'il ne boive pas trop lors de la Saint-Georges. Sur la place du village, le professeur marchande avec le menuisier le prix pour que son fils adoptif juif, Andri, puisse faire des études chez lui. Puis, l'aubergiste, discutant avec le professeur, fait allusion à l'avarice des Juifs. Elle tente ensuite de se rattraper en disant qu'Andri est une exception. Pendant que la procession de la Saint-Georges passe, Andri dit à Barblin qu'ils pourront se marier, puisqu'il va avoir un métier. Le soldat Peider qui passe par là reproche à Andri d'être lâche, car il est juif.
À l'avant-scène, l'aubergiste dit au public que ce n'est pas de sa faute si « les choses ont tourné de cette façon » pour Andri, elle l'aimait bien.

### Tableau 2
Andri discute avec Barblin, sur le seuil de la chambre de celle-ci. Il a peur que ce que disent les gens sur les Juifs soit vrai. Il dit à Barblin qu'il est effectivement lâche, puisqu'il ne demande pas sa main à son père. Barblin le prie de cesser de penser aux autres quand ils sont seuls.
À l'avant scène, le menuisier dit au public qu'il ne voulait pas d'Andri dans son atelier, car il pensait qu'il serait mieux comme vendeur. Puis il dit que « ce n'est pas de [sa] faute si plus tard les choses ont tourné de cette façon ».

### Tableau 3
En entrant dans son atelier, le menuisier sent une odeur de cigarette et reproche à Andri d'avoir fumé. Il y a deux chaises dans l'atelier. Le menuisier reproche la faiblesse d'une chaise à Andri en prenant comme exemple la seconde qui est très solide. Andri a beau dire au menuisier que c'est sa chaise qu'il cite comme modèle, le menuisier ne l'écoute pas et l'assigne à la vente des chaises plutôt qu'à la construction de celles-ci. Le menuisier le traite comme un moins que rien et lui dit que ce n'est pas le mur des lamentation ici → en faisant référence au judaïsme. Menuisier = antisémitise    
À l'avant scène, le compagnon qui est en apprentissage comme Andri, avoue que c'est lui qui avait fumé et fait la chaise que le menuisier reproche à Andri. Il conclut qu'Andri l'a « un peu cherché, sans quoi ça n'aurait pas tourné de la façon que ça a tourné ».

### Tableau 4
Le nouveau docteur du canton fait une consultation à domicile pour Andri. Sans savoir que celui-ci est juif, il lui explique que les Juifs volent le travail des Andorriens. Andri part sans un mot. Ses parents expliquent au médecin qu'Andri est juif. Il rétorque qu'il faisait une plaisanterie et que les Juifs ne comprennent jamais les plaisanteries puis reproche à Andri d'être parti d'une manière impolie et s'en va. Après avoir rappelé Andri et Barblin, le professeur dit à Andri qu'il ne veut plus jamais voir ce médecin. Andri déclare ensuite que Barblin et lui souhaiteraient se marier. Le père refuse sans donner d'explication. La mère est d'accord avec eux et ne comprend pas le refus de son mari. Andri lui dit que c'est parce qu'il est juif qu'il refuse. Le maître rétorque que non et part boire

### Tableau 5
Buvant devant l'auberge, le professeur se reproche d'avoir menti si longtemps, car maintenant Andri veut « se marier avec sa sœur ». L'aubergiste veut savoir ce qu'il se passe et lui dit que le pays voisin menace Andorra, mais le maître s'en va pour avoir du calme.

### Tableau 6
La nuit, le soldat rentre dans la chambre de Barblin tandis qu'Andri dort devant sa porte pour prouver à son père qu'il l'aime. Le soldat fait taire Barblin qui veut crier et ferme la porte. Andri se réveille, sans s'apercevoir de la situation. Il raconte ses craintes, ses espoirs. Le professeur passe. Il veut lui dire la vérité, avouer qu'il lui a menti, mais Andri refuse de l'écouter. Une fois le père parti, Andri toque à la port de Barblin. Le soldat, torse nu, ouvre la porte et lui demande violemment de partir.

### Tableau 7
Le prêtre tente de convaincre Andri de s'accepter lui-même et de cesser d'écouter ce que disent les autres. Andri s'y refuse, il veut être comme les autres.
À l'avant scène, le prêtre dit qu'il était aussi un peu coupable dans la mort d'Andri.

### Tableau 8
Le docteur, l'aubergiste et le soldat discutent de la guerre qui arrivera peut-être. Le soldat déclare qu'il se battra jusqu'à la mort. Ils reprochent à l'aubergiste d'avoir accueilli chez elle une étrangère (la señora), qu'ils pensent être une espionne. La señora entre et commande un verre à l'aubergiste tandis qu'Andri cherche à provoquer le soldat, qui le frappe ensuite. Andri est fier de ne pas avoir été lâche malgré ses blessures. L'étrangère tente de le soigner pendant que l'aubergiste dit que c'est de sa faute à lui. Andri conduit l'étrangère chez lui. 
À l'avant scène, seule avec le professeur, elle lui reproche d'avoir dit qu'Andri est un orphelin juif adopté alors que c'est leur fils à tous les deux. Il décide de tout avouer aux gens du village.

### Tableau 9
La señora dit à Andri qu'elle l'aime mais qu'elle doit partir, car on ne veut pas d'elle à Andorra. Elle lui offre un anneau en souvenir. Elle reproche au professeur de les avoir trahis en n'avouant pas la vérité dès l'arrivée d'Andri. Le prêtre, envoyé pour expliquer les réelles origines d'Andri aux villageois, revient en disant que personne n'accepte de croire qu'il n'est pas juif. Puis, comme Andri rentre, le prêtre lui explique ce qu'il s'est réellement passé à sa naissance. Mais Andri répond qu'il ne le croit pas. Le professeur vient en disant que la señora vient d'être tuée et que l'aubergiste accuse Andri, alors que celui-ci était en train de discuter avec le prêtre.

### Tableau 10
Andorra a été envahie par les casques noires. Andri, seul sur la place, dit qu'il n'a pas peur d'être arrêté car il n'a pas tué la señora. Le professeur, armé d'un fusil pour le protéger, tente de le convaincre de se cacher et lui répète la vérité. Les gens du village entrent, le soldat confisque au maître son fusil : les casques noires ont interdit le port d'armes. Andri part pendant l'altercation.

### Tableau 11
Andri est avec Barblin chez eux. Elle veut le cacher, car elle sait qu'il risque la mort. Mais il n'a pas peur et veut qu'elle lui dise qu'elle l'aime lui et non pas le soldat. Il part sur le toit en entendant des soldats approcher, car il ne veut pas qu'ils tuent Barblin avec lui. Les soldats entrent et l'emmènent sur la place du village.
À l'avant scène, le médecin dit dans un long monologue que « ce n'est point de [sa] faute si les choses ont ainsi tourné ».

### Tableau 12
Pendant la scène, les habitants sont tous convoqués sur la place centrale du village car les casques noires recherchent tous les juifs. Les habitants doivent suivre des règles militaires absurdes censées déterminer leur judéité, comme de marcher pieds nus ou de mettre un foulard sur leur tête. Ils sont tous suspectés et pour certains accusés d'être juifs. C'est à ce moment seulement que les villageois commencent à s'opposer à l'antisémitisme.
Les soldats se concentrent sur Andri. Ils veulent lui prendre son anneau, comme il refuse, ils lui cassent le doigt puis ils l'emmènent.
Un peu plus tard, Barblin, devenue folle, repeint sa maison en blanc. Elle accuse tous les gens du village d'être responsables de la mort d'Andri et de celle du professeur, qui s'est pendu dans sa salle de classe.

## Contexte historique
La pièce est écrite en 1961. Deux ans plus tard débute le procès de Francfort, série de jugements rendus par la justice ouest-allemande. Il devait déterminer le rôle de 22 prévenus dans le cadre de la Shoah et, en particulier, de leur implication dans le fonctionnement du camp de concentration d'Auschwitz. C'était la première fois depuis la fin de la guerre que des Allemands jugent des Allemands. En effet, le procès de Nuremberg, intenté entre 1945 et 1946 contre 24 des principaux responsables du Troisième Reich, fut mené par les puissances alliées.

## Adaptations françaises
- 1965 : mise en scène Jean Dasté et Michel Dubois, Salle des Mutilés du travail[4]
- 1965 : mise en scène Gabriel Garran, Théâtre de la commune d'Aubervilliers[5]
- 1968 : mise en scène Raymond Paquet, Théâtre Barbey[6]
- 1971 : mise en scène Jacques Ducrot, Salle Valhubert[7]
- 2012 : mise en scène Christophe Rouxel, Théâtre Icare[8]
- 2016 : mise en scène Sarkis Tcheumlekdjian, Théâtre des Célestins[9]
- 2016 : mise en scène Fabian Chappuis, Théâtre 13/Seine[10]